# Мост Ријалто
Мост Ријалто (итал. Ponte di Rialto) један је од 4 моста у Венецији преко Канала Гранде. Изграђен је у периоду између 1588. године и 1591. године. Мост је један од важних симбола Венеције.

## О мосту
Мост Ријалто је највећи мост у Венецији. Мост је китњаст са елегантним, савијеним обликом и представља незаобилазну атракцију Венеције.
На мосту је мноштво малих продавница галантерије и бижутерије. Ту се налазе и многобројне сувенирнице, радње са производима направљеним од мурано стакла. На једној страни моста налази се рибља пијаца, али ту може да се купи и свеже воће и поврће, као и мед.

### Историја
Први прелаз преко Великог канала на месту Моста био је понтонски мост који је пројектовао 1178, а изградио 1181. године Николо Баратијери. Овај мост је замењен дрвеном конструкцијом 1255. године. То је тада била грађевина са две симетричне покретне рампе које су могле да се подигну и омогуће пролаз бродовима са високим јарболом. Мост је делимично спаљен приликом пожара у устанку племића Тијепола Бајамонтеа током неуспеле завере против владајуће аристократије. Потпуно се срушио 1441. године. Претходна дрвена конструкција покретног моста је послужила као узор за изгрању Моста Ријалто. 

### Изглед моста
У 16. веку се долази до идеје да се дрвени мост подложан рушењу замени каменим. Венецијански сенат расписује конкурс за архитектонска решења 1551. године. Многи значајни архитекти понудили су своја решења. Међу њима су били Паладио, Сансовинo, Вињола, чак и Микеланђело, али је прихваћен нацрт Антонија да Понтеа. Градња моста је завршена 1591. године. Мост је направљен од камена архитектонским решењем једнолучног каменог моста великог распона (ширине 28 м). Архитекте тадашњег времена су тврдили да ће се мост срушити одмах после изградње. Мост је преживео изградњу и остао на истом месту вековима уз мале реконструкције.

## Галерија
- Туристи на Мосту Ријалто
- Историјска слика Моста Ријалто
- Мост Ријалто из 1860. године
- Канал Гранде и Мост Ријалто
- Мост Ријалто
- Мост Ријалто
- Гондолијер испод Моста Ријалта
- Канал Гранде и Мост Ријалто